# نيكولاس ويد
نيكولاس ويد (بالإنجليزية: Nicholas Wade)‏ هو كاتب بريطاني، ولد في 17 مايو 1942 في أيلزبري في المملكة المتحدة. عمل كاتباً ومحرراً بمجلتي نيتشر وساينس الأكاديميتين.

## وصلات خارجية
- نيكولاس ويد على موقع أرشيف الشارخ.
- نيكولاس ويد على موقع IMDb (الإنجليزية)
- نيكولاس ويد على موقع ميوزك برينز (الإنجليزية)